# Bärbel Köster
Bärbel Köster, född den 26 maj 1957 i Lübbersdorf i Östtyskland, är en tysk kanotist.
Hon tog OS-brons i K-2 500 meter i samband med de olympiska kanottävlingarna 1976 i Montréal.